# Bomberman (игра, 1983)
Bomberman (с англ. — «Бомбермен»), в японской версии Bomber Man (яп. ボンバーマン бомба:ман) — видеоигра в жанре аркады, разработанная японской компанией Hudson Soft. Первая игра в одноимённой серии.
Изначально игра была разработана Hudson Soft под названием Bakudan Otoko (яп. 爆弾男) и выпущена в 1983 году для компьютеров NEC PC-8801, NEC PC-6601, Sharp MZ-700, FM-7. Далее в 1984 году она вышла в Европе для MSX и ZX Spectrum как Eric and the Floaters (с англ. — «Эрик и летуны»). Затем игра была издана для платформы Nintendo Entertainment System (NES) в 1985 году в Японии и в 1989-м в Северной Америке как Bomberman. Имея значительные улучшения в графике и игровом процессе, она стала самой популярной версией, и название за будущей серией игр окончательно закрепилось. NES-версия также была портирована на MSX как Bomber Man Special и перевыпущена для Game Boy Advance.
Во всех версиях игрок управляет персонажем, который может класть бомбы, взрывающиеся через несколько секунд. Цель игры — уничтожить всех врагов на уровне и пройти на следующий этап за определённое время. При выходе и в ретроспективе игра критиковалась за скудность графики, звука, а также за монотонность игрового процесса. Однако многими критиками была отмечена увлекательность базовых элементов геймплея, что вместе с добавлением многопользовательского режима в последующих продолжениях сделало серию популярной.

## Сюжет
В версии игры для NES Бомбермен — это робот, производящий бомбы на подземном предприятии, возглавляемом некими «злыми силами». Однажды до него дошёл слух, что робот, выбравшийся на поверхность, может стать человеком. Принудительная работа не нравилась Бомбермену, и он решает сбежать. Его объявляют предателем, посылая в погоню множество врагов. В итоге Бомбермену удаётся выбраться из подземелья, и он становится человеком, главным персонажем игры Lode Runner для NES.
В версии для ZX Spectrum персонаж — человек по имени Эрик, который ищет сокровища в руинах исчезнувшей цивилизации.

## Игровой процесс

Кадр из игры в версии для NES. Бомбермен установил две бомбы, которые взрываются детонатором по команде. Блоки в виде кирпичей разрушаемы.

В версиях для компьютеров игрок управляет персонажем, похожим на человека в широкополой шляпе, который способен ставить за собой бомбы, взрывающиеся через несколько секунд. Каждый уровень представляет собой генерируемый лабиринт из каменных блоков, некоторые из которых можно разрушать при помощи бомб. По уровню передвигаются враги в виде фиолетовых воздушных шариков, соприкосновение с которыми смертельно для героя, но их можно уничтожить взрывом. Как правило, они бесцельно летают по лабиринту, иногда отправляясь в погоню за персонажем, сменив свой цвет на красный. С каждым новым уровнем врагов становится больше, и их скорость увеличивается. Всё это заставляет игрока проявлять стратегию при раскладке бомб. За разрушаемыми блоками могут скрываться бонусы в виде сундука с золотом, который даёт дополнительные очки, или двери с надписью «Exit» (с англ. — «выход»), при выходе в которую уровень начинается заново. Задача игрока — уничтожить всех врагов для перехода на следующий этап. На каждом уровне есть лимит времени, по истечении которого блоки перестают быть разрушаемыми. В версии для ZX Spectrum 20 уровней.
В версии для NES также необходимо уничтожить всех врагов для того, чтобы перейти на следующий этап. Однако после этого ещё нужно найти выход, спрятанный за одним из разрушаемых блоков. Рисунок таких блоков подбирается случайно, тогда как неразрушаемые на всех 50 уровнях имеют одинаковый паттерн. Видов врагов в этой версии больше, и каждый из них имеет уникальные характеристики — например, одни быстрее двигаются, другие умеют проходить сквозь блоки. На каждом уровне спрятан один случайный бонус, улучшающий характеристики Бомбермена: увеличение скорости главного героя; увеличение количества расставляемых бомб за раз; дополнительная жизнь; способность проходить сквозь блоки; детонатор, с помощью которого бомбы взрываются по команде, а не по таймеру; и другие. Версия для Game Boy Advance идентична NES-версии, но с присутствием возможности сохранения игры.

## Разработка и издание

Стартовый экран Eric and the Floaters для ZX Spectrum, на котором показаны объекты игры и клавиши управления.

В начале 1980 годов японская компания Hudson Soft занималась выпуском компьютерных игр и программ на кассетах для персональных компьютеров. В то же время компания Sharp заказала у неё разработку операционной системы для компьютера X1. В 1980 году один из программистов Hudson — Танака (англ. Y. Tanaka) — разработал игру для этого компьютера как демонстрацию работы компилятора языка программирования Бейсик, названный Hu-BASIC. Озаглавленная Bakudan Otoko, игра заимствовала концепцию геймплея у аркадной игры Warp & Warp от Namco. В 1983 году Bakudan Otoko была выпущена малым тиражом для японских компьютеров NEC PC-8801, NEC PC-6601, Sharp MZ-700 и FM-7.
Дальнейшее развитие игра получила в 1984 году, когда она была доработана и портирована Танакой и Сасагавой (англ. T. Sasagawa) и вышла для MSX в Европе и Японии и для ZX Spectrum в Европе под заголовком Eric and the Floaters. Версию для ZX Spectrum издавала компания Sinclair Research. Версии для MSX в Великобритании — Kuma Computers и Hudson Soft UK, в Италии — Toshiba, в Испании — Canon. В Японии на MSX игру выпускали Hudson Soft и Sony, в Южной Корее — Aproman и Korea Soft Bank. Также было издание кувейтской компании Al Alamiah. Японское и испанское издания, в отличие от остальных, имели название Bomber Man. Однако существует заблуждение, что испанская версия называлась Don Pepe y los globos (с исп. — «Дон Пепе и шарики»). Это вызвано тем, что в 1985 году итальянский журнал Load 'n' Run, занимавшийся незаконным распространением игр, выпустил Eric and the Floaters без лицензии под изменённым названием Pepe y los globos. Don Pepe y los globos же было испанским локализованным названием игры Balloon Hopper от британского журнала Your Computer.
Учитывая опыт Hudson Soft, компания Nintendo заказала у неё разработку языка программирования Family BASIC. На основе этого сотрудничества Hudson удалось получить разрешение на создание игр для игровой приставки Famicom (она же NES за пределами Японии), и таким образом компания стала первым сторонним разработчиком для этой консоли. Это произошло в условиях после кризиса индустрии компьютерных игр 1983 года, когда Nintendo поначалу опасалась доверять разработку сторонним компаниям. В свою очередь Hudson решила разработать портированную версию компьютерной игры Lode Runner, которая ранее была разработана и выпущена для персональных компьютеров, став большим хитом в Японии. Портированная версия вышла в 1984 году, и в дальнейшем было успешно продано более миллиона её экземпляров.
Доверие Nintendo, опыт в портировании компьютерных игр и высокие продажи картриджей заставили Hudson Soft вернуться к концепции, заложенной в Bakudan Otoko, и выпустить эту игру для Famicom. Игра была значительно улучшена в плане графики и геймплея и издана в Японии в 1985 году под названием Bomber Man. В этой версии родился образ робота Бомбермена, который де-факто является спрайтом вражеского персонажа из игры Lode Runner в версии для NES. Bomberman стал приквелом Lode Runner, так как в конце прохождения робот превращается в человека — главного героя этой игры. За разработку обеих портированных версий отвечал Синъити Накамото (англ. Shinichi Nakamoto), и, со слов японского игрового журналиста Хисакадзу Хирабаяси, он портировал Bomberman за 72 часа, что объясняет заимствование спрайтов. Вдохновением разработчику послужили популярные в то время аркадные игры в жанре shoot'em up, которые, в частности, натолкнули на идею добавить в игру бонус, увеличивающий мощность бомб. По мнению разработчика, игра настолько преобразилась, что её и следует считать стартовой точкой в серии. Мелодию для игры написала композитор Дзюн Тикума (англ. Jun Chikuma).
В 1986 году версия для NES была портирована на MSX под названием Bomber Man Special. В январе 1989-го игра была издана для NES в Северной Америке как Bomberman. 8-битная версия была повторно выпущена в 2004 году для платформы Game Boy Advance как часть серии переизданий классический игр, и носит название Classic NES Series: Bomberman.

## Отзывы
| Сводный рейтинг    | Сводный рейтинг | Сводный рейтинг | Сводный рейтинг |
| Издание            | Оценка          | Оценка          | Оценка          |
| Издание            | GBA             | NES             | ZX Spectrum     |
| ------------------ | --------------- | --------------- | --------------- |
| GameRankings       | 54,83 %         | N/A             | N/A             |
| Иноязычные издания |                 |                 |                 |
| Издание            | Оценка          | Оценка          | Оценка          |
| Издание            | GBA             | NES             | ZX Spectrum     |
| AllGame            | N/A             | 4/5             | N/A             |
| Crash              | N/A             | N/A             | 60 %            |
| GamePro            | [ 23 ]          | N/A             | N/A             |
| GameSpot           | 4,9/10          | N/A             | N/A             |
| IGN                | 4/10            | N/A             | N/A             |
| Sinclair User      | N/A             | N/A             | 6/10            |
| TV Gamer           | N/A             | N/A             | 3,5/5           |
| PCW                | N/A             | N/A             | [ 26 ]          |
| Ultimate NES Guide | N/A             | [ 27 ]          | N/A             |
| Cheat Code Central | [ 28 ]          | N/A             | N/A             |
| Thunderbolt        | 3/10            | N/A             | N/A             |

Рецензент из MSX Computer Magazine в 1985 году назвал игру в версии для MSX разочаровывающей и отметил скудность графики и звука. Однако в 2011 году в десятке лучших игр для MSX, по версии журнала Retro Gamer, она была помещена на 5-е место. В этом рейтинге игра была охарактеризована как «чудесно захватывающая» и предельно простая.
Версию для ZX Spectrum критики сочли оригинальной и увлекательной несмотря на простую графику, но их впечатление было испорчено неотзывчивым управлением с джойстика, а также неудобным расположением кнопок на клавиатуре. Автор из Sinclair User уточнил, что проблемы с джойстиком вызваны нежеланием компании Sinclair работать над поддержкой периферийных устройств. Редакция Sinclair Answers посчитала, что игра быстро становится скучной.
В ноябре 1991 года редакция журнала Your Sinclair поместила Eric and the Floaters на 61-е место в рейтинге лучших игр для ZX Spectrum. Ей также было отмечено, что грубая графика, простой геймплей, неудобное управление и тусклые цвета не смогли испортить эту игру.
Автору из журнала Game Player’s в рецензии 1989 года версия для NES показалась слишком простой для опытных игроков. Порекомендовав её новичкам, только осваивающим платформу Nintendo, он также отметил монотонность уровней из-за того, что все блоки окрашены одним цветом, и слишком длинные пароли для уровней — из двадцати знаков. В 2005 году в журнале «Игромания» геймплей Bomberman был описан как «жутко увлекательный» и простой, а это, по мнению редакции, определило появление множества продолжений и клонов. Критик из All Game Guide в ретроспективном обзоре посетовал на отсутствие многопользовательского режима и повторяемость игрового процесса, но при этом отметил, что несмотря на прошедшее время, базовые и ключевые элементы геймплея остаются приятными.
Выпуск для Game Boy Advance был прохладно встречен критиками. Основная претензия заключалась в том, что для переиздания была выбрана самая первая игра в серии, имеющая примитивный и повторяющийся геймплей, тогда как, по мнению обозревателей, популярной её сделали те игры, где имелся многопользовательский режим. Из положительных моментов была отмечена возможность сохранения взамен длинным паролям оригинальной игры. Обозреватель с сайта Thunderbolt привёл подобные доводы, и при этом отдельно пожаловался на малое количество мелодий и их примитивность. В то же время критик GamePro отметил простой и разнообразный геймплей, а игру назвал идеальной для того, чтобы «убить время». При этом Bomberman была охарактеризована им как одна из самых увлекательных и поглощающих игр всех времён.

## Влияние
В 1984 году вышло продолжение компьютерной версии — Sanjigen Bomber Man (яп. 三次元ボンバーマン), альтернативное название 3-D Bomber Man, — для MSX, FM-7 и других компьютеров. Игра имела концепцию предшественницы, но использовала вид от первого лица. Сиквел для консольной версии — Bomberman II — вышел в 1991-м для NES. Благодаря простому и увлекательному геймплею, а также появлению в последующих играх многопользовательского режима, серия стала популярной, заставив Hudson Soft продолжать выпускать игры про Бомбермена, из-за чего серия к 2009 году составляла 66 игр, не считая различных спин-оффов.
В 1998 году для PlayStation вышла игра Bomberman Party Edition (в Японии была издана как Bomberman), где однопользовательским режимом являлся ремейк первой игры в серии. Двухмерная графика была заменена на трёхмерную без изменений в игровом процессе. Также можно было выбрать классический режим с оригинальной графикой.
Игровой процесс Bomberman использовался в научных работах: в учебном процессе при обучении студентов программированию, в исследованиях психологии по теме кооперации и конкуренции полов, при моделировании многоагентных систем.